# Cuidar e afiliar
Cuidar e afiliar é um supostos comportamento exibido por alguns animais, incluindo humanos, em resposta a ameaças. Refere-se à proteção dos filhos (cuidado) e à busca de seu grupo social para defesa mútua (afiliação). Na psicologia evolucionista, a atitude de cuidar e fazer amizade é teorizada como tendo evoluído como a resposta feminina típica ao estresse.
O modelo teóricos de cuidar e fazer amizade foi originalmente desenvolvido por Shelley E. Taylor e sua equipe de pesquisa na Universidade da Califórnia, em Los Angeles, e descrito pela primeira vez em um artigo da Psychological Review publicado no ano 2000. 

## Bases biológicas
De acordo com a teoria polivagal desenvolvida pelo Dr. Stephen Porges, o "Sistema Nervoso Social" é um neurocircuito afiliativo que estimula a afiliação, particularmente em resposta ao estresse.  Este sistema é descrito como regulador do comportamento de abordagem social. Uma base biológica para esta regulação parece ser a oxitocina. 
A oxitocina tem sido associada a uma ampla gama de relações e atividades sociais, incluindo vínculos entre pares, atividade sexual e preferências afiliativas.  A ocitocina é liberada em humanos em resposta a uma ampla gama de fatores estressantes, especialmente aqueles que podem desencadear necessidades afiliativas. A oxitocina promove o comportamento afiliativo, incluindo o cuidado maternal e o contato social com os pares.  Assim, a afiliação sob estresse atende a necessidades de cuidado, incluindo respostas de proteção em relação aos filhos. A afiliação também pode assumir a forma de amizade, ou seja, buscar contato social para a própria proteção, a proteção dos filhos e a proteção do grupo social. Essas respostas sociais à ameaça reduzem as respostas biológicas ao estresse, incluindo a redução da frequência cardíaca, da pressão arterial e da atividade de estresse do eixo hipotálamo-hipófise-adrenal (HPA), como as respostas ao cortisol. 